# Potamotrygon
A Potamotrygon a porcos halak (Chondrichthyes) osztályának sasrájaalakúak (Myliobatiformes) rendjébe, ezen belül a folyamirája-félék (Potamotrygonidae) családjába tartozó nem.

## Rendszerezés
A nembe az alábbi 30 faj tartozik:
- Potamotrygon adamastor Fontenelle & Carvalho, 2017
- Potamotrygon albimaculata Carvalho, 2016
- Potamotrygon amandae Loboda & de Carvalho, 2013
- Potamotrygon amazona Fontenelle & Carvalho, 2017
- Potamotrygon boesemani Rosa, Carvalho & Almeida Wanderley, 2008
- Potamotrygon brachyura (Günther, 1880)
- Potamotrygon constellata (Vaillant, 1880)
- Potamotrygon falkneri Castex & Maciel, 1963
- Potamotrygon garmani Fontenelle & Carvalho, 2017
- Potamotrygon henlei (Castelnau, 1855)
- Potamotrygon humerosa Garman, 1913
- Potamotrygon hystrix (Müller & Henle, 1841) - típusfaj
- Potamotrygon jabuti Carvalho, 2016
- Potamotrygon leopoldi Castex & Castello, 1970
- Potamotrygon limai Fontenelle, Da Silva & Carvalho, 2014
- Potamotrygon magdalenae (Duméril, 1865)
- Potamotrygon marinae Deynat, 2006
- folyami tüskésrája (Potamotrygon motoro) (Müller & Henle, 1841)
- Potamotrygon ocellata (Engelhardt, 1912)
- Potamotrygon orbignyi (Castelnau, 1855)
- Potamotrygon pantanensis Loboda & de Carvalho, 2013
- Potamotrygon rex Carvalho, 2016
- Potamotrygon schroederi Fernández-Yépez, 1958
- Potamotrygon schuhmacheri Castex, 1964
- Potamotrygon scobina Garman, 1913
- Potamotrygon signata Garman, 1913
- Potamotrygon tatianae Silva & Carvalho, 2011
- Potamotrygon tigrina Carvalho, Sabaj Pérez & Lovejoy, 2011
- Potamotrygon wallacei Carvalho, Rosa & Araújo, 2016
- Potamotrygon yepezi Castex & Castello, 1970

## Képek

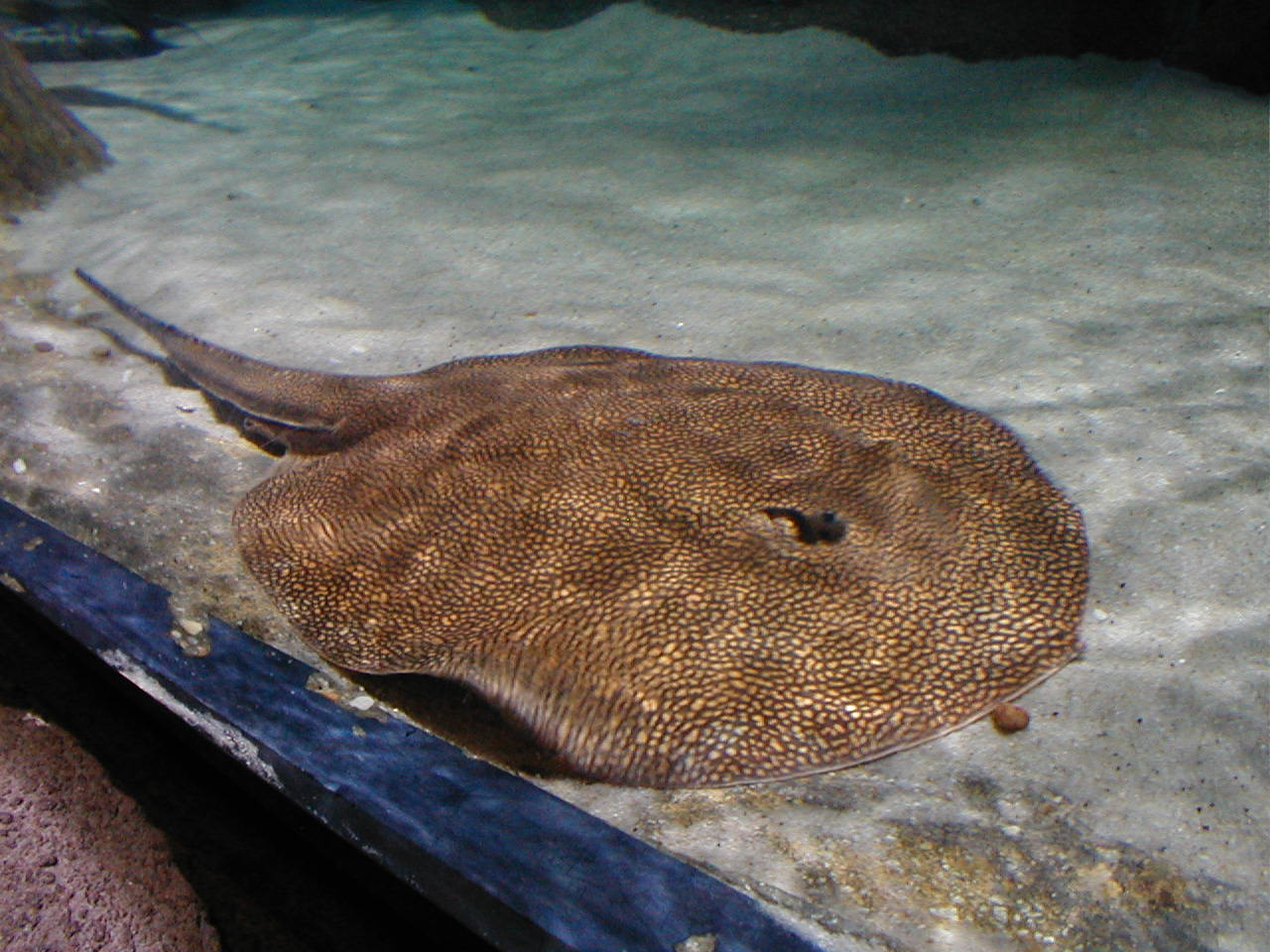
Potamotrygon falkneri
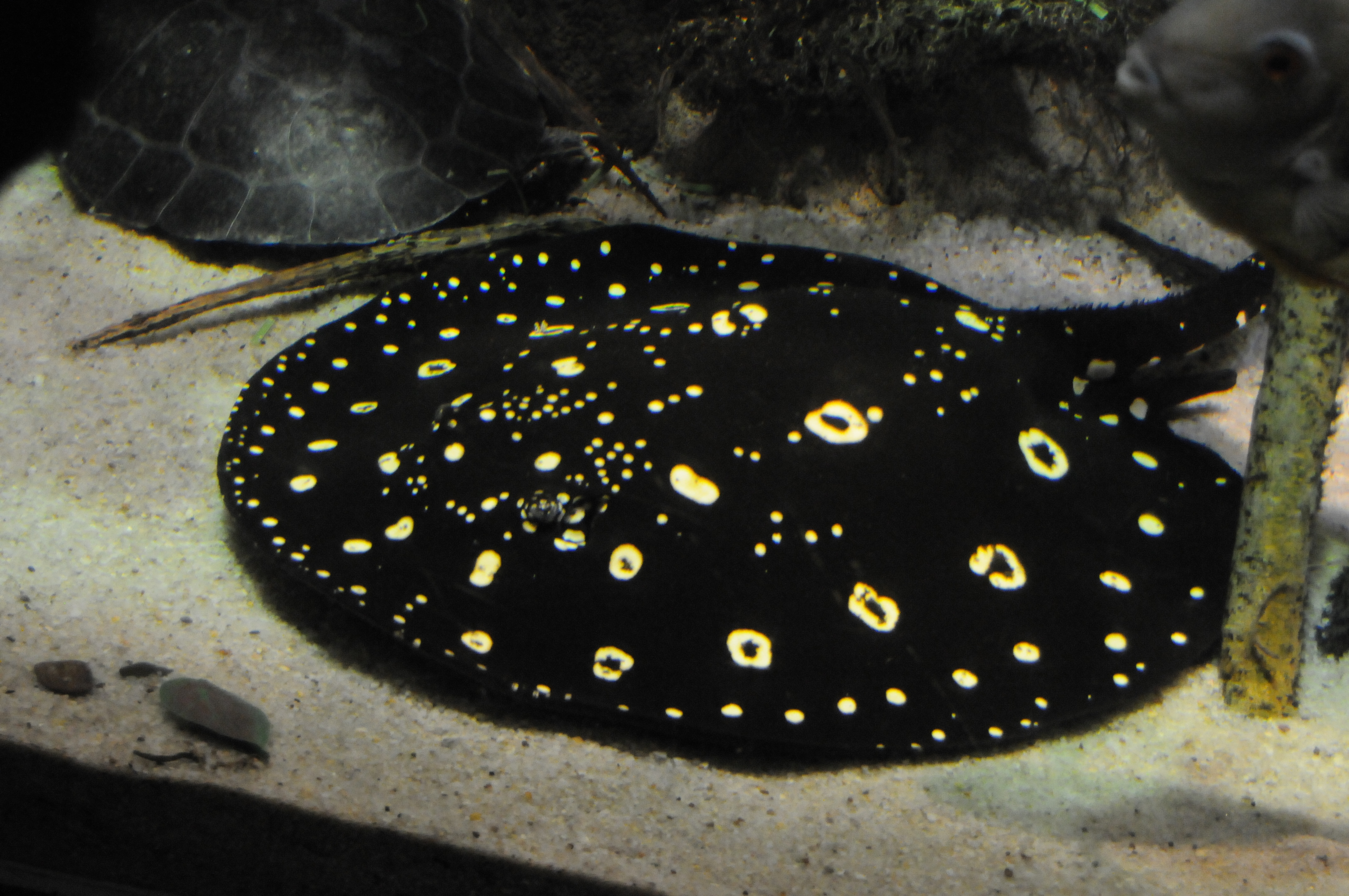
Potamotrygon henlei
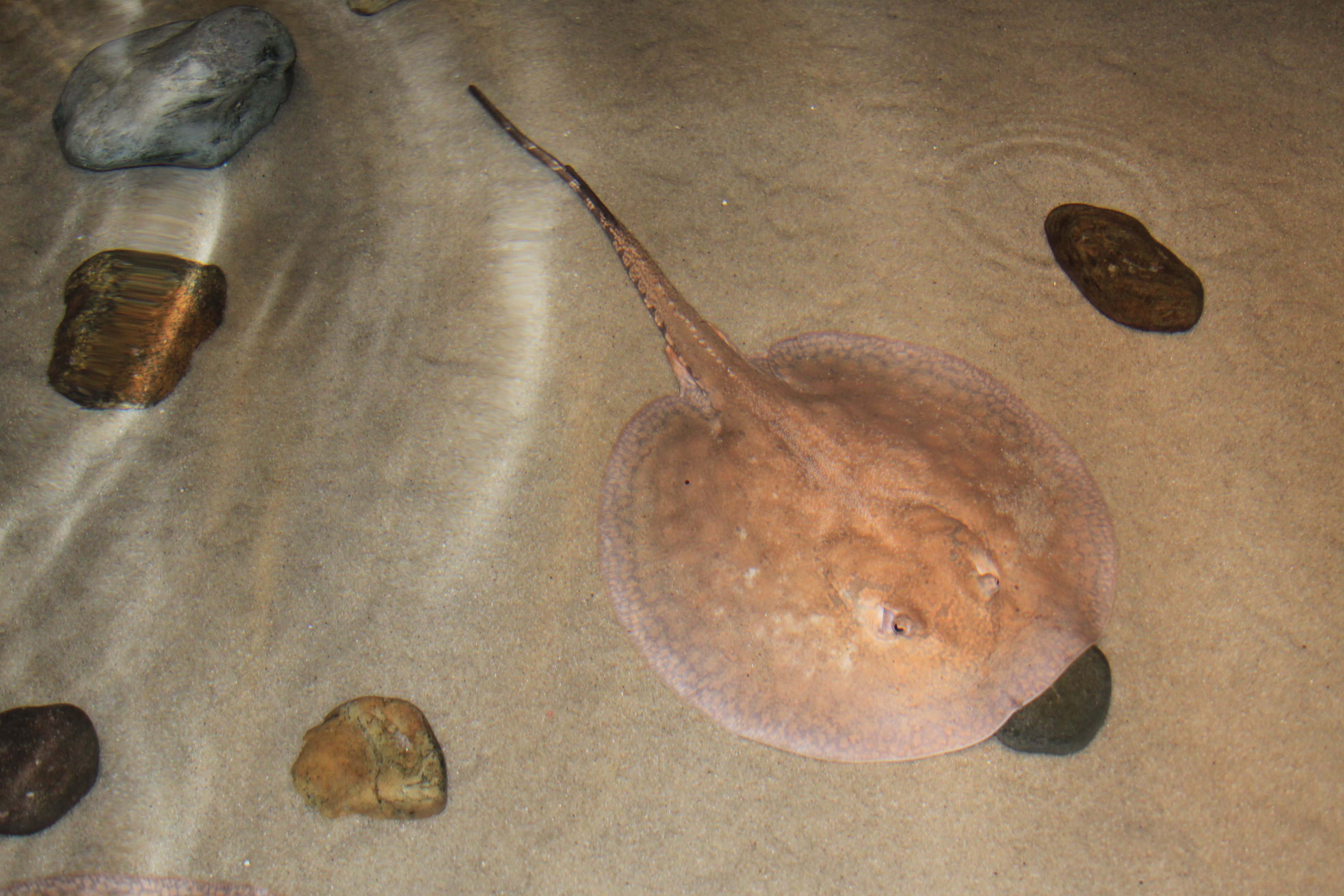
Potamotrygon hystrix
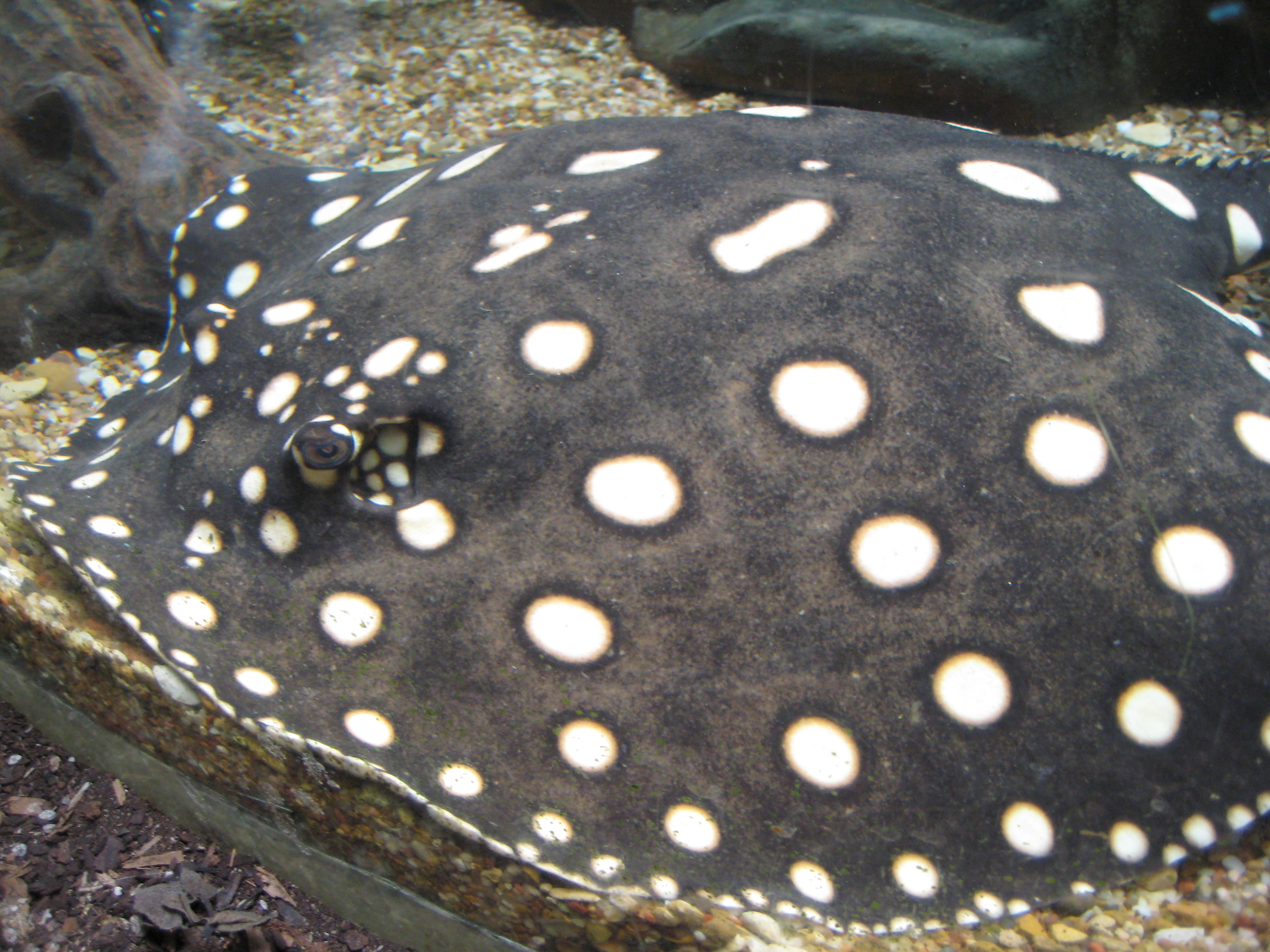
Potamotrygon leopoldi
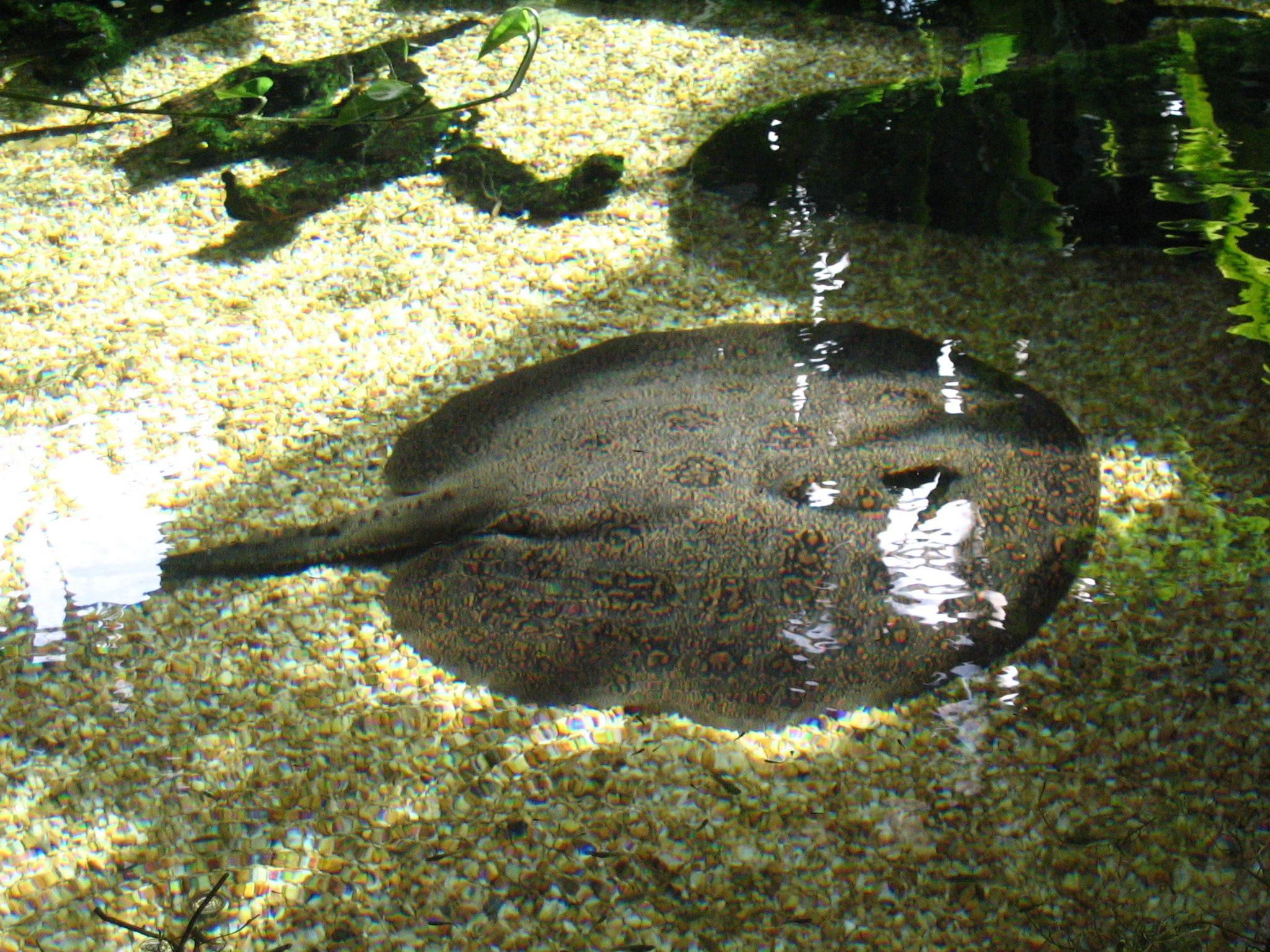
Potamotrygon orbignyi
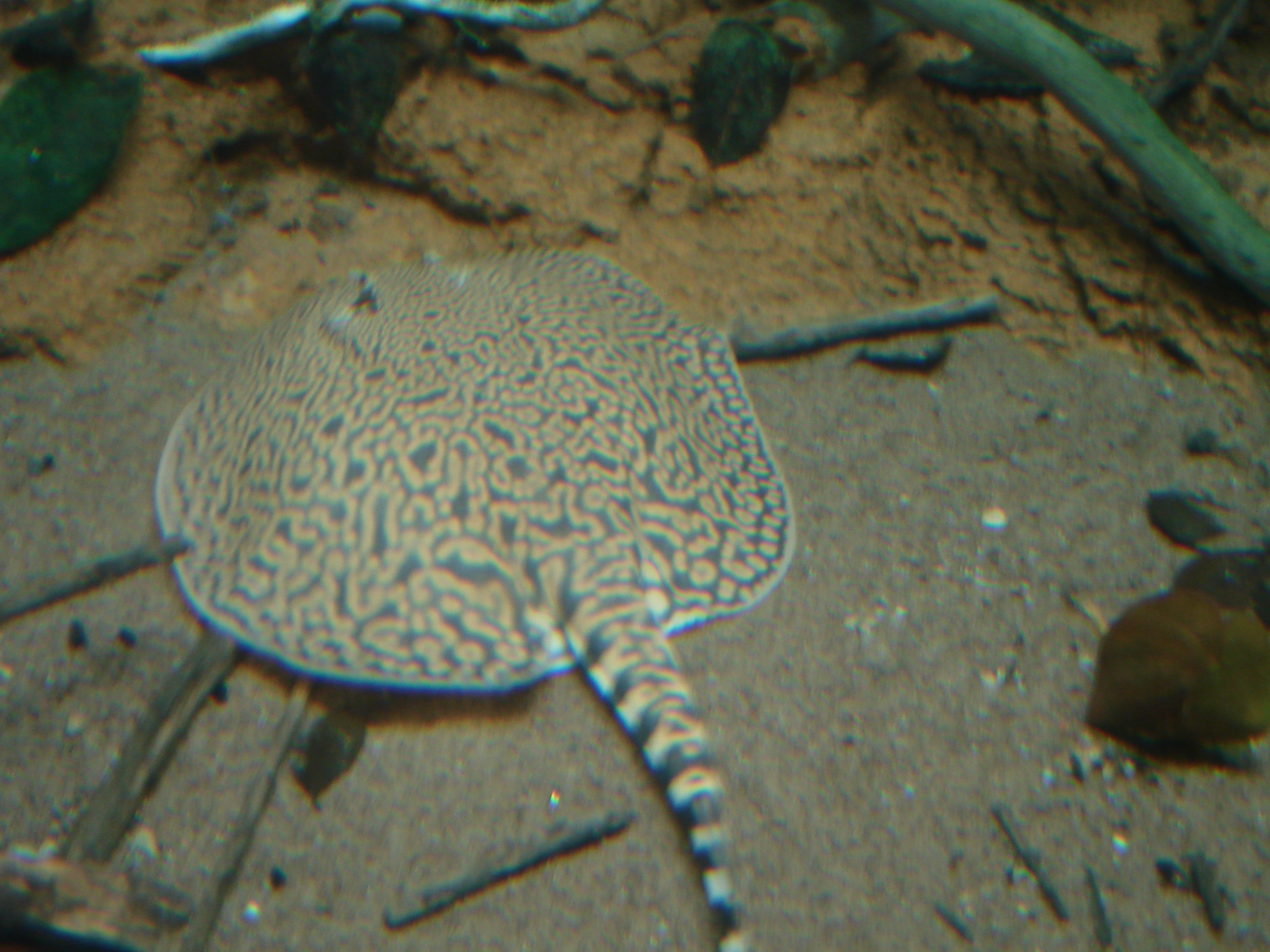
Potamotrygon tigrina